# 23 Ochotniczy Pułk Piechoty Illinois

23 Ochotniczy Pułk Piechoty Illinois (ang. 23rd Illinois Volunteer Infantry Regiment), zwany również "Brygadą Irlandzką",  był jednym z licznych ochotniczych pułków piechoty, które służyły w armii Unii podczas wojny secesyjnej w latach 1861-65.
23 Pułk Piechoty z Illinois został zorganizowany w Chicago i wcielony do armii 15 czerwca 1861 roku.
Pułk został rozwiązany i skreślony z ewidencji 24 lipca 1865 roku.
W okresie pełnienia służby pułk stracił 4 oficerów i 50 żołnierzy poległych w akcjach bojowych lub zmarłych z ran oraz 2 oficerów i 93 żołnierzy, którzy zmarli w wyniku chorób, wypadków itp przyczyn, co daje ogólną liczbę 149 strat.
Dowódcami pułku byli:
- pułkownik James A. Mulligan – poległ 24 lipca 1864 roku.
- podpułkownik Samuel Simison – do chwili rozwiązania pułku[2].